# Каменский сельсовет (Пильнинский район)
Каменский сельсове́т — сельское поселение в составе Пильнинского района Нижегородской области России до 28 августа 2009 года. Административный центр — село Каменка.
Законом Нижегородской области от 28 августа 2009 года № 144-З сельские поселения   Каменский сельсовет и Медянский сельсовет объединены в сельское поселение Медянский сельсовет.

## Состав сельского поселения

### 2001 год
| Код         | Наименование территории | Число хозяйств (единиц) | Численность населения (человек) |
| ----------- | ----------------------- | ----------------------- | ------------------------------- |
| 22245822001 | село Каменка            | 143                     | 327                             |
| 22245822002 | село Бакшандино         | 110                     | 182                             |
| 22245822003 | село Знаменское         | 29                      | 46                              |
| 22245822004 | деревня Новоникольское  | 60                      | 120                             |
| 22245822005 | село Романовка          | 50                      | 105                             |